# Piazza Pietro Leopoldo
Piazza Pietro Leopoldo è una piazza di Firenze formata da due spicchi semicircolari che la rendono attraversabile veicolarmente sia come rotatoria che diametralmente percorrendo l'asse di via Tavanti e via Gianni (direzione Statuto e Fortezza verso sud e Policlinico di Careggi verso nord).

## Storia
Il 31 marzo 1911 una Delibera Comunale decise di intitolare la piazza tra la collina del Poggetto e la zona di Statuto, al Granduca Pietro Leopoldo, l'avviatore di una serie di riforme liberali che rivitalizzarono Firenze e la Toscana dopo gli anni stagnanti degli ultimi Medici. Non a caso, poco tempo dopo la delibera, vennero intitolate le strade circostanti ai consiglieri e agli intellettuali che circondarono Pietro Leopoldo nel cammino riformatore.
Dai quattro assi diametriali che tagliano la piazza nascono infatti le vie (in ordine orario da nord): via Angiolo Tavanti, via Ubaldo Montelatici (strada che termina con la costruzione di un tunnel incompleto che negli anni venti era stato progettato per collegare come un by-pass la zona all'Ospedale di Careggi in modo diretto), via Sallustio Bandini, via Giovanni Fabbroni, via Francesco Gianni, via Scipione de' Ricci, via Pompeo Neri (che collega la piazza a Piazza Bernardo Tanucci) e via Riguccio Galuzzi.

## Descrizione

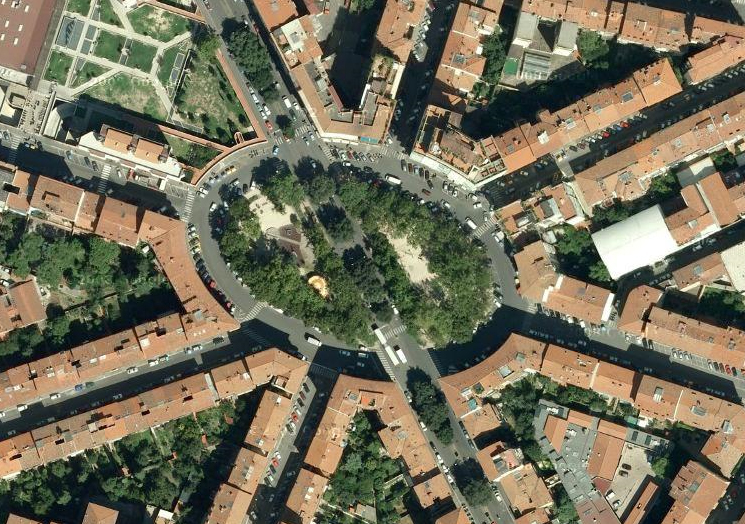
Vista aerea della piazza

La piazza è un importante snodo veicolare del traffico urbano pubblico e privato nonché una zona molto viva per la presenza di attività professionali e commerciali. Nell'ex area Superpila, rimasta per un periodo abbandonata, è stato realizzato un complesso edilizio composto da palazzi ad uso residenziale, un giardino, e fondi ad uso commerciale.
Affacciato sulla piazza si trova un condominio di 14 piani, soprannominato grattacielo per la rarità di palazzi di tale altezza nel contesto urbano; esso è visibile tra l'altro da lunga distanza sullo skyline fiorentino; all'epoca (anni sessanta) la costruzione di due "grattacieli" (l'altro - addirittura a due arcate con ponte di raccordo - si trova all`incrocio fra via Lungo l'Affrico e via Terenzio Mamiani) desto` un forte disappunto da parte della cittadinanza.